# 斯渥克爾王朝
斯渥克爾王朝（瑞典語：Sverkerska ätten），瑞典歷史上的一個王朝，建立者是老斯渥克爾（即斯渥克爾一世）。
它与埃里克王朝争夺瑞典统治权长达半个世纪。